# Оттерло
Оттерло (нід. Otterlo) — село в нідерландській провінції Гелдерланд. Входить до муніципалітету Еде.
До 1818 року мало статус окремого муніципалітету.
Неподалік села розташований Музей Креллер-Мюллер, в якому зберігається друга за величиною у світі колекція робіт Вінсента ван Гога.